# Срібна монета

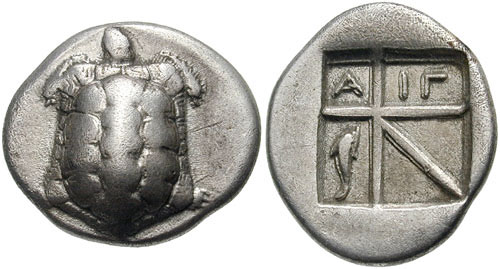
Срібні драхми з острова Егіна викарбувані після 404 року до н. е.

Срібна монета — металева монета з вмістом срібла понад 50 % (не менше 500 проби). Срібло використовувалося як метал для карбування з найдавніших часів, але сьогодні карбування срібних монет призначене виключно для колекціонування.

## Історія
У царстві Лідія в Малій Азії монети почали карбувати близько 600 р до н. е. Це одні з найдавніших монет в історії. Монети Лідії були зроблені з електрума, який є природним сплавом золота й срібла і був доступний на території Лідії. Концепція карбування, тобто виготовлення штампованих шматків металу певної ваги, швидко поширилася на сусідні регіони, такі як Егіна. Ці регіони населяли переважно греки.
- Аббасі — перська срібна монета

## Срібні монети сьогодні

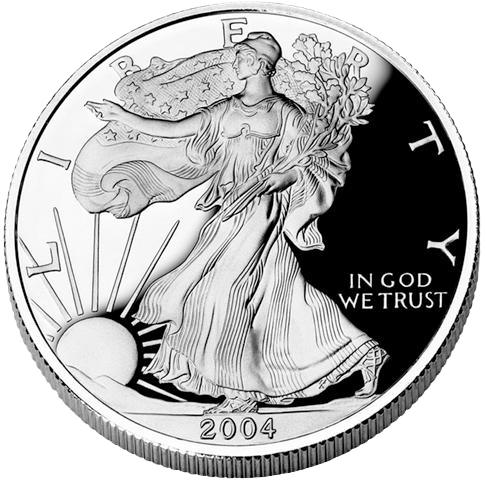
Інвестиційна монета American Silver Eagle

Сучасні срібні монети найчастіше використовуються для інвестицій, мають діаметр переважно від 39 до 42 міліметрів та містять 1 тройську унцію чистого срібла. Старі монети, що мають історичну цінність, є сьогодні предметом колекціонування та досліджень нумізматики.